# Peter Vonhof
Peter Vonhof (né le 15 janvier 1949 à Berlin) est un coureur cycliste allemand. Spécialisé dans la poursuite par équipes sur piste, il a été quatre fois champion du monde amateurs de cette discipline (en 1970 et de 1973 à 1975) et champion olympique lors des Jeux de 1976 à Montréal au Canada.

## Palmarès

### Jeux olympiques
- Montréal 1976
  -  Champion olympique de poursuite par équipes (avec Gregor Braun, Hans Lutz, Günther Schumacher)

### Championnats du monde
- 1970
  -  Champion du monde de poursuite par équipes amateurs (avec Günter Haritz, Hans Lutz, Günther Schumacher)

- 1971
  -  Médaillé de bronze de la poursuite par équipes amateurs

- 1973
  -  Champion du monde de poursuite par équipes amateurs (avec Günter Haritz, Hans Lutz, Günther Schumacher)

- 1974
  -  Champion du monde de poursuite par équipes amateurs (avec Dietrich Thurau, Hans Lutz, Günther Schumacher)

- 1975
  -  Champion du monde de poursuite par équipes amateurs (avec Gregor Braun, Hans Lutz, Günther Schumacher)

- 1977
  -  Médaillé d'argent de la poursuite par équipes amateurs